# Mijanserin
Mijanserin (Bolvidon, Depnon, Norval, Tolvon) je psihoaktivni lek iz hemijske klase tetraciklični antidepresiv koji su klasifikovani kao noradrenergički i specifični serotonergički antidepresivi (NaSSA). Oni imaju antidepresivne, anksiolitske, hipnotičke, antiemetičke, oreksigenike, i antihistaminske efekte. Ranije je bio dostupan u mnoštvu zemalja. Na većini tržišta je zamenjen analozima i novijim lekom mirtazapinom (Remeronom).
Jedan interesantan nalaz je da nakon administracije, mijanserin povećava dužinu života nematoda Caenorhabditis elegans i do 30% u tečnom medijumi (sa lekom FUDR). Ovaj efekat je verovatno uzrokovan modulacijom serotoninskog receptora. Kad se životinje drže u normalnom mediju za rast nematoda (NGM), mijanserin povećava akumulaciju masnoća i umanjuje dužinu života.

## Literatura
- Peet, M; Behagel H (1978). „Mianserin: A decade of scientific development”. British Journal of Clinical Pharmacology. British Pharmacological Society. 5 (Suppl 1): 5S—9S. PMC 1429213 . PMID 623702.